# HD 139761
HD 139761，又名BD+35 2711，SAO 64825、HR 5827，是一颗恒星，视星等为6.11，位于銀經55.41，銀緯53.58，其B1900.0坐标为赤經15h 34m 56.9s，赤緯+35° 53.58′ 4″。